# Shotta Flow
Shotta Flow è un singolo del rapper statunitense NLE Choppa, pubblicato il 17 gennaio 2019. La canzone, prodotta da Midas800, ha raggiunto la posizione 36 della Billboard Hot 100 ed è stato certificato disco di platino dalla Recording Industry Association of America. È stato pubblicato un remix realizzato in collaborazione con il rapper Blueface, il quale video musicale è stato pubblicato a giugno 2019, diretto da Cole Bennett. Analogamente al singolo principale, anche il remix è stato certificato disco di platino negli Stati Uniti d'America.

## Video musicale
Un video di accompagnamento della durata di tre minuti è stato pubblicato per la prima volta su YouTube all'inizio di gennaio 2019, mostrando NLE Choppa e i suoi amici che «ballano, scherzano e portano armi da fuoco». Il video è diventato virale, raggiungendo le 300.000 visualizzazioni in due settimane dalla sua uscita. A giugno 2020, il video ha raggiunto 130 milioni di visualizzazioni.

## Tracce
Testi di Bryson Potts & Midas800, musiche di Midas800.
1. Shotta Flow – 2:40

Remix
Testi di Bryson Potts, Johnathan Porter e Midas800, musiche di Midas800.
1. Shotta Flow (Remix) – 2:56

## Remix
Un remix con il rapper Blueface è stato pubblicato il 20 giugno, anticipato da uno snippet di 35 secondi pubblicato sulle storie Instagram dell'ospite e accompagnato da un video musicale diretto da Cole Bennett. A dicembre 2020, il video musicale ha raggiunto oltre 290 milioni di visualizzazioni.